# Проволоне
Проволоне (итал. provolone) — твёрдый нежирный итальянский сыр, вырабатываемый из коровьего молока. Вкус варьируется в зависимости от разновидности: от резкого до очень мягкого. Текстура — однородная, слегка шелковистая, с небольшим количеством глазков. Корка мягкая, золотистого цвета.
Родина проволоне — южный итальянский регион Базиликата, где он выпускается с конца XIX века. Сейчас основное производство этого вида сыра сконцентрировано в северных областях страны (по большей части в Ломбардии).

## Производство
Технология производства сначала аналогична производству моцареллы: молоко свёртывают специальными ферментами (обычно свёртывают молоко сычужным ферментом, получаемым из сычуга телят или ягнят), а затем нагревают до 80-90 °C. Полученную сырную массу вытягивают до получения эластичного сгустка. После этого осуществляется соление сыра в ваннах с морской водой. После окончания этой процедуры сыр промывается и, будучи перевязанным бечёвкой (откуда характерные перетяжки), подвешивается для сушения и созревания.
Головки сыра обычно представляют собой шар, грушу с вертикальными перетяжками, огромную колбасу и др. Масса головки — в районе 5 кг.

## Разновидности
Выделяют следующие разновидности проволоне:
- Provolone dolce — сладковатый сыр. Рекомендуется для употребления в качестве аперитива или десерта.
- Provolone piccante — соленый сыр. Применяется в тёртом виде (вместо пармезана).
- Provolone affumicato — копченый сыр.

Помимо Италии, похожий сыр с названием проволоне выпускается в США, Бразилии, Аргентине, Уругвае.